# András Gedő

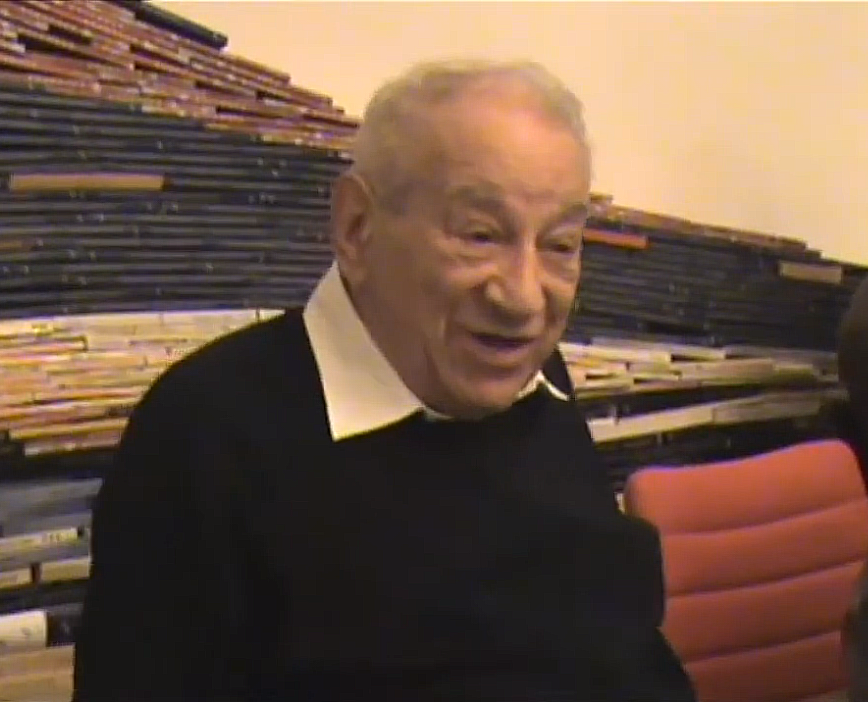
András Gedő

András Gedő, auch András Gedö, (* 1932 in Budapest) ist ein ungarischer Philosoph.

## Werke
- Die philosophische Aktualität des Leninismus. Akademie, Berlin 1972.
- Von der bürgerlichen Philosophie zum Marxismus. In: Manfred Buhr: Über die historische Notwendigkeit des ideologischen Klassenkampfes. Verlag Marxistische Blätter, Frankfurt am Main 1978.
- Philosophie der Krise. Verlag Marxistische Blätter, Frankfurt am Main 1978.
- Philosophie und „Nicht-Philosophie“ nach Hegel. Studien zum Streitfall Dialektik. Neue-Impulse, Essen 2002 (Download als E-Book).
- Die Philosophie der Postmoderne im Schatten von Marx. In: Hermann Kopp, Werner Seppmann (Hrsg.): Gescheiterte Moderne? Zur Ideologiekritik des Postmodernismus. Neue-Impulse, Essen 2002 (Download als E-Book).